# Tramont-Lassus
 Tramont-Lassus  es una población y comuna francesa, en la región de Lorena, departamento de Meurthe y Mosela, en el distrito de Toul y cantón de Colombey-les-Belles.

## Demografía
| 142 | 126 | 107 | 91 | 87 | 82 |
| Para los censos de 1962 a 1999 la población legal corresponde a la población sin duplicidades (Fuente: INSEE [Consultar]) |     |     |    |    |    |